# Néstor Apuzzo
Néstor Apuzzo (Buenos Aires, 26 de marzo de 1963) es un exfutbolista y entrenador de fútbol, que actualmente entrena al Club Deportivo Español de Buenos Aires
Es conocido por haber tomado la conducción del equipo Quemero en reiteradas oportunidades, la mayoría de ellas en forma interina. Con Huracán también obtuvo dos copas nacionales: la Copa Argentina 2013-14 y la Supercopa Argentina 2014, convirtiéndose en el técnico más ganador de la historia del club.

## Trayectoria
Comenzó su carrera como futbolista en Huracán en 1973 y se fue en 1983, cuando sufrió una hepatitis. Volvió a los 28 años, en primera instancia jugando fútbol de salón y luego en la primera de Huracán
Se desempeñó como entrenador y coordinador general de Huracán desde el año 1998 hasta el año 2007, período durante el cual en 2005 hizo su debut como entrenador en Primera División en forma interina por cuatro partidos, ganando tres y perdiendo uno.
En el 2007 pasó a trabajar en la filial del Fútbol Club Barcelona en la Argentina, hasta fines del 2011.
Regresó a Huracán para desempeñarse como coordinador general y técnico del selectivo y en el 2011, 2012, 2013 y fines del 2014 dirigió nuevamente la primera de forma interina.
Hasta 2014, había dirigido al primer equipo en forma interina en los años 2005, 2011, 2012, 2013 y 2014, durante 17 partidos, habiendo ganado 7, empatado 5 y perdido 5, con la particularidad que dirigió 8 partidos de local ganando 5 y empatando 3.
A principios de noviembre del 2014, Apuzzo tomó la primera de Huracán, en un momento de crisis, donde su antecesor, Frank Darío Kudelka había renunciado tras malos resultados. Tras un 0:3 frente a Sportivo Belgrano en el Tomás A. Ducó, dejó la institución, mal posicionado en campeonato de la segunda división del fútbol argentino, pero de la mejor manera en la Copa Argentina 2013/14, donde lo ubicó en semifinales.
Apuzzo continuó la participación venciendo a Atlético de Rafaela, y accedió a la final, que disputó frente a Rosario Central, logrando la Copa Nacional que rompió una sequía de 41 años sin salir campeón, venciendo en la tanda de panales, con  Marcos Díaz como figura. Clasificó así a la Copa Libertadores 2015, luego de otros 41 años de ausencia en dicha competición.
El conjunto de Parque Patricios logró también conseguir una plaza de ascenso en un desempate contra Atlético Tucumán venciéndolo por 4 a 1 en tiempo suplementario, volviendo a la élite del fútbol argentino tras 4 años, y se le sumaría un logro más a Apuzzo. Meses más tarde obtendría un segundo título con Huracán, al ganarle la final de la Supercopa Argentina al River Plate de Marcelo Gallardo por 1-0.
Su participación en la Copa Libertadores 2015 arrancó de la mejor manera, dejando fuera en fase clasificatoria al Alianza Lima por un global de 4-0.
Sin embargo, no lo hizo tan bien en la fase de grupos, quedando eliminado en esta etapa luego de quedar tercero.
Tras una serie de malos resultados, en agosto de 2015 renunció al primer equipo, dejándolo 26º en la tabla, y volvió a ocupar su lugar como Coordinador General de las Divisiones Menores del club. 
En 2019 tomó dos veces el mandato del primer equipo, primero por dos partidos (uno de Copa Argentina y otro de Copa Libertadores), que terminaron con victorias. 
Luego asumió la conducción por novena vez, tras el despido de Juan Pablo Vojvoda, el 16 de septiembre.
Este último interinato arrancó de la mejor manera con 5 partidos invictos y sin recibir goles en contra, con un triunfo ante Defensa y Justicia seguido de otro ante su clásico rival  San Lorenzo, motivo por el cual la comisión directiva decidió ratificarlo. 
Sin embargo, en diciembre de 2019 luego de dos derrotas ante unión y arsenal dejó el cargo para ocupar el puesto de director deportivo del club.
El 5 de agosto de 2022 fue confirmado director técnico de Sacachispas.
El 13 de mayo de 2024 fue designado como director técnico del Club Deportivo Español de Buenos Aires.

## Entrenador

### Estadísticas como entrenador
| Equipo                      | Div.                 | Torneo                   | Estadísticas | Estadísticas | Estadísticas | Estadísticas | Estadísticas | Estadísticas | Estadísticas | Estadísticas | Estadísticas  |
| Equipo                      | Div.                 | Torneo                   | PJ           | G            | E            | P            | GF           | GC           | DG           | Puntos       | Efectividad % |
| --------------------------- | -------------------- | ------------------------ | ------------ | ------------ | ------------ | ------------ | ------------ | ------------ | ------------ | ------------ | ------------- |
| Huracán Argentina           | 2ª                   | 2004-05                  | 3            | 2            | 0            | 1            | 4            | 2            | +2           | 6            | 66.67%        |
| Huracán Argentina           | 2ª                   | 2011-12                  | 10           | 2            | 4            | 4            | 10           | 15           | -5           | 10           | 33.33%        |
| Huracán Argentina           | 2ª                   | 2013-14                  | 2            | 1            | 1            | 0            | 4            | 1            | +3           | 4            | 66.67%        |
| Huracán Argentina           | 2ª                   | 2014                     | 8            | 7            | 0            | 1            | 22           | 5            | +17          | 21           | 87.5%         |
| Huracán Argentina           | 2ª                   | CA 2013/14               | 2            | 1            | 1            | 0            | 2            | 0            | +2           | 4            | 66.67%        |
| Huracán Argentina           | 1ª                   | 2015                     | 20           | 4            | 6            | 10           | 21           | 30           | -9           | 18           | 30%           |
| Huracán Argentina           | 1ª                   | Copa Libertadores 2015   | 8            | 2            | 5            | 1            | 10           | 7            | +3           | 11           | 45.83%        |
| Huracán Argentina           | 1ª                   | Supercopa Argentina 2014 | 1            | 1            | 0            | 0            | 1            | 0            | +1           | 3            | 100%          |
| Huracán Argentina           | 1ª                   | CA 2014/15               | 2            | 1            | 0            | 1            | 2            | 1            | +1           | 3            | 50%           |
| Huracán Argentina           | 1ª                   | 2016-17                  | 2            | 1            | 0            | 1            | 1            | 1            | 0            | 3            | 50%           |
| Huracán Argentina           | 1ª                   | 2019-20                  | 10           | 2            | 4            | 4            | 4            | 6            | -2           | 10           | 33.33%        |
| Huracán Argentina           | 1ª                   | Copa Libertadores 2019   | 1            | 1            | 0            | 0            | 3            | 0            | +3           | 3            | 100%          |
| Huracán Argentina           | 1ª                   | Copa Argentina 2019-20   | 1            | 1            | 0            | 0            | 2            | 0            | +2           | 2            | 100%          |
| Huracán Argentina           | Total                | Total                    | 70           | 26           | 21           | 23           | 86           | 68           | +18          | 99           | 47.14%        |
| Sacachispas Argentina       | 2ª                   | 2022                     | 9            | 0            | 4            | 5            | 3            | 10           | -7           | 4            | 14.81%        |
| Sacachispas Argentina       | 3.ª                  | Apertura 2023            | 16           | 6            | 5            | 5            | 14           | 13           | +1           | 23           | 47.92%        |
| Sacachispas Argentina       | 3.ª                  | Clausura 2023            | 8            | 0            | 6            | 2            | 1            | 4            | -3           | 6            | 25%           |
| Sacachispas Argentina       | Total                | Total                    | 33           | 6            | 15           | 12           | 18           | 27           | -9           | 33           | 33.33%        |
| Deportivo Español Argentina | 4.ª                  | Apertura 2024            | 10           | 4            | 4            | 2            | 10           | 6            | +4           | 16           | 50%           |
| Deportivo Español Argentina | 4.ª                  | Clausura 2024            | 24           | 14           | 6            | 4            | 35           | 17           | +18          | 48           | 66.67%        |
| Deportivo Español Argentina | 4.ª                  | Primera C 2025           | 11           | 5            | 3            | 3            | 11           | 9            | +2           | 18           | 54.45%        |
| Deportivo Español Argentina | 4.ª                  | Copa Argentina 2025      | 1            | 0            | 0            | 1            | 0            | 1            | -1           | 0            | 0%            |
| Deportivo Español Argentina | Total                | Total                    | 46           | 23           | 13           | 10           | 56           | 33           | +23          | 82           | 59.42%        |
| Total en sus equipos        | Total en sus equipos | Total en sus equipos     | 149          | 55           | 49           | 45           | 156          | 126          | +30          | 214          | 47.97%        |

## Palmarés

### Como entrenador
| Título              | Club    | País      | Año     |
| ------------------- | ------- | --------- | ------- |
| Copa Argentina      | Huracán | Argentina | 2013/14 |
| Supercopa Argentina | Huracán | Argentina | 2014    |

### Otros logros
- Ascenso a Primera División con Huracán en 2014.